# Виногранд, Гарри
Гарри Виногранд (англ. Garry Winogrand) — известный американский фотограф, классик жанра уличной и документальной фотографии.

## Биография
Виногранд изучал живопись в Нью-Йоркском колледже, однако однажды зашёл в фотолабораторию при Колумбийском университете. И спустя две недели оставил живопись, посвятив жизнь фотографированию. Он также посещал курсы фотожурналистики под руководством Алексея Бродовича в 1951 году.
В 1955 году Эдвард Стайхен включил две его фотографии в экспозицию «Род человеческий». В 1963 году его фотографии были представлены на выставке в Музее современного искусства Нью-Йорка.
В 1966 году фотографии Гарри Виногранда, Ли Фридлендера, Брюса Дэвидсона, Дуэйна Майклза и Дэнни Лайона были представлены на выставке Toward a Social Landscape.
Настоящий успех пришёл к Гарри Виногранду в 1967 году после совместной выставки «Новые документы» с тогда ещё мало известными фотографами Дианой Арбус и Ли Фридлендером.
За свою карьеру Виногранд трижды удостаивался стипендии Гуггенхайма (1964, 1969 и 1979), а в 1979 году был удостоен National Endowment of the Arts. Гарри Виногранд преподавал фотографирование на курсах в Техасском университете в Остине и в Чикагском институте искусств.
На творчество Виногранда во многом повлияли Уолкер Эванс, Роберт Франк, Анри Картьер-Брессон и другие мастера документальной фотографии.
Виногранд известен фотографиями повседневных явлений жизни американцев. Очень часто его можно было заметить прогуливающимся по улицам Нью-Йорка с фотоаппаратом Лейка, постоянно фотографирующего, казалось бы, малоинтересные события.
Фотографии Бронкского зоопарка вошли в его первую книги «Животные», изданную в 1969 году. Книга посвящена связи между людьми и животными. Следующая его книга «Public relations» посвящена изучении проблемы воздействия СМИ на мировоззрение людей и создания той точки зрения которая выгодна правительству.
В 1984 году Виногранд умер от рака желчного пузыря. По словам Джона Шарковски, после его смерти было найдено около 2500 непроявленных катушек плёнки, 6500 проявленных, но не напечатанных, и 3000 напечатанных только в виде контактных листов: всего порядка трети миллиона снимков. Многие из этих работ были опубликованы Музеем современного искусства Нью-Йорка в специальном каталоге «Winogrand, Figments from the Real World».

## Высказывания Гарри Виногранда
- Заключая кусочек окружающего вас мира в рамку из четырёх углов, вы меняете его. Это трансформация. Это создание нового мира.
- Фотография не равна тому, что сфотографировано в ней, это что-то другое. Все дело в трансформации: именно в ней и заключается все прелесть фотографии.
- … Я промахнулся, и получилось что-то неожиданно интересное, но я не использую это. Это просто меня не интересует.
- Я фотографирую, чтобы узнать, как мир будет выглядеть на фотографии.
- Фотография — это иллюзия правдивого рассказа о том, как камера «увидела» кусочек времени и пространства.
- Фотография не рассказывает, как выглядят фотографируемые объекты. Она показывает, как выглядят эти объекты на фотографии.
- Я не хочу ничего сказать своими фотографиями. Все что меня интересует — увидеть, как объект будет выглядеть на фотографии. Я никогда не знаю этого заранее.
- Все дело в нетождественности содержания и формы, в их противоречии. Именно это определяет всю энергетику, весь заряд, все напряжение кадра.
- … это чертовски сложно фотографировать что-то красивое. Фотография должна быть более интересной, или более красивой, чем то, что было сфотографировано.
- Основная задача — научиться быть своим самым серьёзным критиком.
- Я думаю о фотографии как о двойном уважении. Уважая технику, вы позволяете ей делать то, что она умеет делать хорошо. Уважая объект съемки, вы правдиво фиксируете его. Фотограф должен нести ответственность за оба этих аспекта.